# Blaise Ndala
Blaise Ndala, né le 24 juin 1972 au Zaïre (actuel République démocratique du Congo), est un auteur canadien d’origine congolaise et d’expression française.

## Biographie
Né en République démocratique du Congo, Blaise Ndala s’est installé à Ottawa en 2007 après s’être spécialisé en droits humains en Belgique. Juriste, il travaille dans la fonction publique fédérale.
Son premier roman, J’irai danser sur la tombe de Senghor, publié par les Éditions L’interligne en 2014 et par Vents d’ailleurs en 2019, a remporté le Prix du livre d’Ottawa en 2015 et a été, entre autres, finaliste au Prix littéraire Trillium la même année. Le réalisateur Rachid Bouchareb en a acquis les droits cinématographiques. L’auteur participe à l’écriture du scénario.
Son deuxième roman Sans capote ni kalachnikov, publié par Mémoire d’encrier en janvier 2017, a notamment été remarqué en remportant l’édition 2019 du Combat national des livres de Radio-Canada. C’est la journaliste d’enquête Marie-Maude Denis qui a défendu ce livre qui représentait l’Ontario dans le cadre du Combat.
En plus d’avoir remporté le Prix littéraire Émergence de l’Association des auteurs et auteures de l’Ontario français et d’avoir reçu une mention spéciale au Prix Ivoire 2017, Sans capote ni kalachnikov a été finaliste au Prix littéraire Trillium (en) en 2018, au Grand prix littéraire d’Afrique noire en 2018 ainsi qu’au Prix du livre d’Ottawa en 2018,.
Il publie son troisième roman, Dans le ventre du Congo, en février 2021, toujours chez Mémoire d'encrier. Le livre s'inspire de l'histoire du Congo et de la pratique autrefois courante de constituer des zoo humains pour les visiteurs occidentaux.

## œuvres
- J’irai danser sur la tombe de Senghor, roman, Éditions L’interligne, paris 2014
- Sans capote ni kalachnikov, roman, Mémoire d'encrier, Québec 2017
- Dans le ventre du Congo, roman, Mémoire d'encrier, Québec 2021

## Distinctions et récompenses
- 2021 : Lauréat au Prix Ivoire avec son roman Dans le ventre du Congo[8].
- 2018 : Prix littéraire Trillium
- Prix littéraire Émergence de l’Association des auteurs et auteures de l’Ontario français